# Mauá
 (septembre 2024).
Si vous disposez d'ouvrages ou d'articles de référence ou si vous connaissez des sites web de qualité traitant du thème abordé ici, merci de compléter l'article en donnant les références utiles à sa vérifiabilité et en les liant à la section « Notes et références ».
Mauá est une ville brésilienne de l'État de São Paulo. Sa population était estimée à 477 552 habitants en 2020. La municipalité s'étend sur 62 km2. Sa densité démographique est de 6463,7 hab/km2. Cependant, sa densité urbaine est bien supérieure, puisque 10 % de son territoire est constitué de zone rural et un tiers de son territoire est une zone industrielle. Mauá est une des 50 plus grandes villes au Brésil.
Elle a été nommée en d'après Irineu Evangelista de Sousa, baron de Mauá.

## Maires
| Période | Période | Identité               | Étiquette | Qualité |
| ------- | ------- | ---------------------- | --------- | ------- |
| 2009    | 2012    | Oswaldo Dias           | PT        |         |
| 2013    | 2016    | Donisete Pereira Braga | PT        |         |
| 2017    | 2020    | Atlia Jacomussi        | PSB       |         |